# 生态乌托邦
《生态乌托邦：威廉·韦斯顿的笔记本与报告》（英語：Ecotopia: The Notebooks and Reports of William Weston），是欧内斯特·卡伦巴赫的一部有重大影响的小说。出版于1975年。书中所描述的社会是最初的生态乌托邦之一，深刻影响了反主流文化，与20世纪70年代及其后的绿色运动。

## 全书之内容与背景
卡伦巴赫在《生态乌托邦》中所描写的给人印象深刻的环保能源、住宅建筑和交通技术，是建立在发表于《科学美国人》之类杂志的研究成果基础上的。作者的故事是以书页（例如《全球概览》及其后续的《共同进化季刊》中所反映的（出自实际生活经验）），还有在新闻故事、小说和电影中所描述的技术、生活方式、风俗和心态为其经纬编织起来的。卡伦巴赫对于生态乌托邦的价值与实践的主要想法基于发生在美国西部的真实试验。例如，Crick School就是卡伦巴赫根据Pinel School （页面存档备份，存于）——他的儿子有一段时间所上的、位于马丁尼兹市外的一所另类学校——来虚构而成的。
作者对于生态乌托邦的概念中并不排斥高科技，但他虚构的社会的成员更喜欢表现出对于技术的一种自觉的选择性，因而不仅人类得以保持身体健康与心智健全，而社会和生态也维持着良好状态。有趣的是，卡伦巴赫的故事预测到了视频会议的发展与广泛应用。
卡伦巴赫自己把“生态乌托邦人”（Ecotopian，生态乌托邦的公民）描述为“理想主义者和精通生物学的人”。
当20世纪70年代《生态乌托邦》写作并出版时，“众多著名的反主流文化与新左翼的思想家谴责着被他们理解为二战前美国之特征的挥霍和过剩”。生态乌托邦中的公民们都有一个共同的目标：在他们自己与自然之间寻求一种平衡。他们“实在是受够了脏空气、用化学品处理的食物和丧心病狂的广告。他们求助于政治，因为这是最终唯一的自卫途径。”20世纪中叶，当“企业更趋规模化与复杂化时，公民们需要知道，市场仍会为使它得以存在的那些人的利益服务”。卡伦巴赫的《生态乌托邦》直击的现实是：许多人感到市场和政府并没有正在以他们所希望的方式为他们服务。此书是“对美国人生活的其他方面中消费主义与物质主义的一声抗议”。
名词“生态乌托邦小说”，作为科幻小说与乌托邦小说的一种次体裁，指的就是该书。

## 故事情节概要
此书设置于未来的1999年（从1974年看25年后的未来），包含了记者威廉·韦斯顿（William Weston）——第一个彻底调查生态乌托邦（在1980年从美国分裂出去而新建立的国家）的美国人——的日记和报告。该国或多或少地包括过去的俄勒冈州和华盛顿州，再加上加利福尼亚州北部的地域。此书是他交给Times-Post出版的日记和报告中的叙述的综合。
起初对生态乌托邦感到好奇、但又不是特别赞同之的我们，同韦斯顿一道，了解了生态乌托邦的铁路系统、生活方式、竞技运动、政治（女总统是维拉·奥尔文（Vera Allwen））、性别关系、性自由、能量生产、农业、教育等等。生态乌托邦的公民们被赋予了这样的特征：思想自由、有创造力、精力充沛，但也有社会责任心，且往往倾向于在团队框架中工作。小说到韦斯顿成为一个生态乌托邦人结束。

## 提及生态乌托邦之处
在1981年的《北美九国》一书中，作者约耳·加罗按照卡伦巴赫的书将他的其中一个国家命名为生态乌托邦。加罗的生态乌托邦包括加利福尼亚州北部、俄勒冈州西部、华盛顿州西部、沿海的不列颠哥伦比亚省，以及阿拉斯加州东南部， 并且加罗认为，根据对美洲真实的地域动态的正确理解，它是北美应当被分割为的九个经济-文化国之一。这个生态乌托邦，如卡伦巴赫的一样，其被赋予的特征，在文化上是它对环境的细腻敏锐的感受，以及对‘生活品质’的关心，而经济学上则在于它对诸如水电和林业这类资源的关注。
通过对卡斯卡迪亚独立运动的影响，卡伦巴赫的“生态乌托邦”小说也已超出文字以外地鼓舞了真正的变革。
有一个英国的“合乎伦理的在线日用品超市”称为Ecotopia.co.uk （页面存档备份，存于）。
在Ill Bethisad共有的架空历史小说中，“生态乌托邦主义”是一项重要的政治运动，有许多国家和次国家独立实体在他们的正式名称中使用“生态乌托邦”一词。
科幻小说《火星三部曲》的作者金·史丹利·罗宾逊曾于1994年编辑出版过一个文选，称为《未来的纯朴：新生态乌托邦》，其中收录了不同作家的一些关于乌托邦和反乌托邦的短篇幻想作品，并且包含了原始主义和生态无政府主义的成分。
社会生态学家和绿色哲学家默里·布克钦曾在他的《向着生态社会》（Toward an Ecological Society，1974年3月）一书中指出，“我们要么根据生态原则建立起生态乌托邦，要么我们将仅仅象一个物种一样灭亡”。
尤金·哈格洛夫心目中理想的生态社会，是一个民主社会，并教育公民使他们能够具备伦理的和政治的两方面行为所需的环境价值意识，并认识到自然地区和物种是积极的外部性。这个社会关心那些外在于市场体系的社会成本，拥有完全因自然本身的善而保护它的公共政策。这个社会因保存了自然而感到自豪，它不依赖于可以从自然那里获得的自私的快乐，或通过开发和摧毁自然而获得的金钱。在其中，我们的生活将遵循环境伦理。

## 影响
本书的重要性不在于其文学形式，而更多地在于对一种更大尺度范围上可行的、生态上合理的生活方式的丰富想象，并或多或少有所现实性地展现之。它从文字上表达出了20世纪70年代及其后的运动中的许多人所拥有的对于另一个未来的梦想。甚至连两个人物的姓名也差不多反映了他们各自的观点——代表物质主义的美国文化的威廉·韦斯顿“Will West(on)”，以及生态乌托邦的总统和女发言人薇拉·奥尔文“Vera Allwen”（=“Truth for All Time”）——暗示了作者在一定程度上有意使该书成为美国生态与文化上缺陷的反映。
值得一提的是，卡伦巴赫对电视在他想象的社会中作用的推测。故事在某些地方预测了于1979年首次广播的美国有线频道（C-SPAN），以及二十年后才成为现实的真人实境秀，谈到了通过电视播放生态乌托邦中立法机关和司法法院的一些日常生活，甚至还有严格依法考虑观众需求的辩论。从某一点上看，该书也预测了为遥远将来的全球变暖的幸存者们设计的“极地城市”。
小说另一个有趣的特色是“随需打印”（POD）式的出版。在小说中，顾客能从一个类似自动唱片点唱机的设备中选择一部文学作品，该设备会印刷并装订好书。在21世纪，象Lulu.com这样为在线订购的顾客印刷、装订和运输书籍的POD服务，已成为寻常之事。
与当代美国偏好管理控制的众多绿色运动相反，卡伦巴赫的生态乌托邦的经济趋势却相对地自由放任些。
1981年，卡伦巴赫出版了一部多线索的“前传”《生态乌托邦之诞生》，提出了生态乌托邦这一可持续的国家是如何兴起的。
1990年，Audio Renaissance发行了无线电网络广播录音形式的部分改编版《生态乌托邦》录音带（Allied News Network替代了Times-Post）。用磁带录音的威廉·韦斯顿日记由该书作者欧内斯特·卡伦巴赫朗读。韦斯顿的报告由经验丰富的新闻记者埃德温·纽曼朗读。
2000年代，许多大学都要求阅读《生态乌托邦》。

### 正面评论
《生态乌托邦之诞生》摘录了某些对《生态乌托邦》的评论。例如：

“《生态乌托邦》中无一处愉快的情形，是超出了我们社会技术或资源所及范围之外的。”——拉尔夫·纳德
“已出版的书中，对于我们的文明所能够进入的和谐状态的最全面的积极幻想。”——《全球目录续编》

### 卡洛琳·麦茜特的評述
在《自然之死——妇女、生态和科学革命》中，卡洛琳·麦茜特说道：

直到欧内斯特·卡伦巴赫1976年发表《生态乌托邦》，现代乌托邦作者中开始探索在继续享受现代科技带来的各种好处的同时，人类社会与其环境和谐相处的可能性。……
卡伦巴赫的《生态乌托邦》以生态运动的理想为基础。书中，北加利福尼亚、俄勒冈、华盛顿于1980年脱离联邦政府，构成了一个与世隔绝的乌托邦社会。2000年，有个纽约记者获准访问了这个静止状态的社会。在这个生态乌托邦中，社会结构以自然生态哲学为基础。意味深长的是，妇女领导了这个“回到自然”的社会脱离联邦，并随后占居着这个社会中主要党派领袖、总统和部长职位等权力位置。农场、工厂和商店都是集体所有，私有制被废除，从前旧金山市中心的公司办公楼都改造成了公寓。人们生活在小型的乡村共同体或微型城市里。这些小城市被重新森林化的原野分隔开来，由高速、电动的运输体系联系在一起。城市街道都是林荫道，有树、有花、有蕨和竹。沿着街道还有流水、瀑布，水是经过污水处理后的循环水，市内交通工具有自行车、电车、小巴士，一切免费。市间交通是电动火车。火车、货运列车、电动卡车和少量内燃机车用于运输农场和工厂生产的产品。
虽然有了可生物降解的塑料制建筑构件供自己动手建房，建筑物主要还是用木材。这些木材来自西北部太平洋沿岸的人工森林地带。独立之后，各种合成纤维即不再使用，可再生利用的棉花、毛绒、皮革和绒毛受到青睐。脱离联邦前留下的钢铁被集中应用于制造运输设施和电动机。也进口少量钢铁以替补出口电机设备所消耗的钢铁量。
生态乌托邦的电能来自水能、地热和太阳能，也有一小部分独立前留下来的核反应堆。技术非常尖端，通讯中应用了图文电话、电视和计算机，生态监控装置用于污染水平控制；还有雷达导航的火箭、红外跟踪导弹，以及供防卫用的地雷。
在这个生态社会里，对树木、水和野生动植物的敬畏通过祷告、诗歌和小小的神殿等形式表达了一种生态宗教。分散化的共同体、扩展了的家庭自发性的活动、激情表达的自由无拘、消解竞争本能的仪式化战争游戏等，构成这一文化的习俗和价值特色。……

### 中译本与中文书评的情况
至今唯一的中译本是：
- 欧内斯特·卡伦巴赫.  (M). 杜澍  译 第1版. 北京: 北京大学出版社. 2010年10月. ISBN 978-7-301-17775-4.

在封面上写有“另一种生活是可能的”，而封底则是“如果你不敢梦想，你就不会有力量”。在《中文版序》之前的扉页，印有的作者巴里·康芒纳的话：“在自然中，如果不能提供降解，就不能合成有机物；循环是必需的。”作者在《中文版序》中认为，这本书在“教导我们：敢于做梦是件好事，乐于尝试新观念新想法是件好事，想象自己快乐幸福是件好事，与我们的同伴拥有相互支持关系同样是件好事。”在《三十周年版后记》中，作者写道：“《生态乌托邦》并不是一本仅想投影出发展趋势的‘未来主义者’的书。它既没有描绘一个绝对的乌托邦——一个虚构的国家，那里的一切都是完美的。（本书的名字源于希腊词根，意思是‘家所在的地方’。而我们知道，家并非永远完美。）它也不是一本科幻小说。考虑到有判断力的人们将会看到，他们的生存和幸福依赖于给予生物学和经济学至少同样权重的底线，或许可以说它是本‘政治小说’。”
北京大学历史系教授包茂红的研究领域涉及环境史，他在书评《一个并非没有实现可能的生态乌托邦构想》里强调，生态乌托邦倡导既尊重自然又发展不排除高技术的稳态经济，也不想替代私有制，而是在未根本动摇既有体制的条件下关注可持续性问题。他还指出：“在作者的心目中，人类在享受现代文明带来的物质成果并忍受随之而来的诸如神经紧张等疾病的时候，对现代文明不可持续的担忧和思考必然把人类引向对新文明的探索和想象，一种环境友好的、反主流文化的新文明就会应运而生。”《生态乌托邦》中的许多基本原则把德国的上千个环境主义者和和平主义者有机地联系在一起，为他们成立“绿党”（其四根支柱是：生态智慧、社会正义、草根民主和非暴力）在一定程度上奠定了理论基础。

## 延伸阅读
- Ernest Callenbach, "Ecotopia in Japan?," in: Communities 132 (Fall 2006), pp. 42–49.
- R. Frye, "The Economics of Ecotopia", in: Alternative Futures 3 (1980), pp. 71–81.
- K.T. Goldbach, "Utopian Music: Music History of the Future in Novels by Bellamy, Callenbach and Huxley", in: Utopia Matters. Theory, Politics, Literature and the Arts, ed. F. Viera, M. Freitas, Porto 2005, pp. 237–243.
- Matthew Hilton, "Consumers and the State Since the Second World War." The ANNALS of the American Academy of Political and Social Science 611, no. 66 (2007): 66-81.
- Heather Murray, "Free for All Lesbians: Lesbian Cultural Production and Consumption in the United States during the 1970s." Journal of the History of Sexuality 16, no. 2 (2007): 251-68.
- H. Tschachtler, "Despotic Reason in Arcadia. Ernest Callenbach's Ecological Utopias", Science-Fiction Studies 11 (1984), pp. 304–317.